# Володимир Хомицький
Володимир Хомицький (19 квітня 1878, Львів — 12 липня 1953, Хоцянув, сучасне Нижньосілезьке воєводство, Польща) — автор першого офіційно визнаного гола в історії українського та польського футболу (14 липня 1894 року у Львові).

## Життєпис
Народився 19 квітня 1878 року у Львові.
На час проведення першої загальновизнаної в історії українського футболу гри був учнем другого року навчання учительської семінарії, професор якої Едмунд Ценар був великим пропагандистом рухливих ігор. Професор привіз з Англії справжній футбольний м'яч і організував зі своїх учнів любительську команду, що 14 липня 1894 о 17:00 року у Львові в Стрийському парку в рамках Загальної виставки краєвої провела товариську гру з командою любителів із Кракова. Представники обох міст вийшли на поле у білих гімнастичних строях, тільки штанці відрізняли команди: львів'яни мали сірі, гості — сині. Гру судив професор Зиґмунт Виробек з Кракова. Хомицькому визначили місце на лівий край, куди йому на 6-й хвилині гри й відкотився м'яч. Володимир ударив по ньому правою ногою — м'яч перелетів через гущу гравців і понад руками краківського воротаря залетів у ворота (стійками воріт служили два прапорці, ввіткнуті у землю). Після цього організатори вирішили припинити гру, бо невдовзі на майданчику мали проводити покази руханки (гімнастики).
1898 року закінчив навчання в семінарії. Продовжив навчання у Львові та Відні, потім був учителем фізичного виховання ХІ львівської гімназії. Оскільки мав слабке здоров'я, його оминула військова служба. За станом здоров'я у 50-річному віці пішов на пенсію. Дітей не мав. З дружиною розійшовся і жив самотньо при допомозі господині Марії Гурської. Війну перечекав у Львові, 1946 року був виселений на нові західні території Польщі, де мешкав у містечку Хоцянові поблизу Легніци. Був доброзичливою людиною і, хоча мешкав без сім'ї, дуже любив дітей, яким розповідав різноманітні історії, у тому числі про футбол. Помер 12 липня 1953 року.
1988 року на могилі Хомицького відновили плиту, на якій поляки зробили пам'ятний напис про подію 14 липня 1894 року, що закінчується словами: «Першого гола у цьому матчі, і взагалі в історії польського футболу, забив Володимир Хомицький». Українці ж ушановують його як автора першого гола в українській історії футболу.